# Шрікант Варма
Шрікант Варма (*श्रीकांत वर्मा, 18 листопада 1931 —1986) — індійський поет та письменник.

## Життєпис
Народився у м. Біласпур (сучасний штат Мадх'я-Прадеш). Навчався у школах Біласпура та Райчура. У 1956 році вступив до Наґпурського університету, який закінчив зі ступенем магістра в галузі літератури гінді. Після цього перебирається до Делі, де працює майже 10 років журналістом у провідних журналах. У 1966–1977 роках працював спеціальним кореспондентом журналу «Дінмах». В ці роки входить до партії Індійський національний конгрес (ІНК). Від нього у 1976 році стає членом Радж'я Сабхи. У 1980 був одним з очільників передвиборчої кампанії Індіри Ганді. З 1984 році працює з Радживом Ганді як консультант. Помирає у 1986 році від студениці у Нью-Йорку.

## Творчість
Автор численних прозових творів, трактатів та віршів. Відомим є трактат «У темряві XX сторіччя», популярними були збірки віршів «Мандрівні хмари» (1957 рік), Джалсаґхар (1973 рік), «Ашан Кумар» (1984 рік), «Магадгх» (1984 рік). За останню 1987 року здобув посмертно літературну нагороду Академії Сахіт'я.